# 社会文化地理学
社会文化地理学（socio-cultural geography）是人文地理学的分支学科，研究内容包括社会地理学和文化地理學。

## 延伸阅读
- 社会地理学
- 文化地理学